# Kładka w ulicy Szybkiej
Kładka w ulicy Szybkiej – kładka położona we Wrocławiu, w rejonie osiedla Rakowiec, w ciągu ulicy Szybkiej, nad rzeką Oława. Pierwotnie w latach 20. XX wieku została tu wybudowana kładka drewniana. W 1994 roku rozebrano starą kładkę, a w jej miejscu odbudowano przeprawę już w nowej technologii, w miejscu poprzedniej o konstrukcji drewnianej. W korycie rzeki pozostały fragmenty betonowych filarów, na których oparte były słupy (pylony) podtrzymujące pomost kładki drewnianej.
Przeprawa wzniesiona pierwotnie w latach 20. XX w. wykonana była z drewna. Był to most pięcioprzęsłowy. Kolejne przęsła oparte były na drewnianych pylonach z ostrogami. Konstrukcja nośną przęseł stanowiły drewniane belki ze ściągami usytuowanymi pod pomostem. Również ówcześnie konstrukcja kładki służyła nie tylko jako przeprawa, ale i pełniła funkcję konstrukcji nośnej dla dwóch rurociągów wodnych. Ocenia się, że stara kładka była ciekawa pod względem konstrukcyjnym i powinna była zostać zachowana jako zabytek techniki.
Współczesny most stanowi kładkę jednoprzęsłową. Przęsło pomosty oparte jest na żelbetowych przyczółkach. Jej długość wynosi 52 m, a szerokość całkowita 4,23 m, w tym 3,74 m to jezdnia (nie jest ogólnodostępna dla ruchu kołowego, a jedynie dla ruchu pieszego). Konstrukcja kładki wykonana została o przekroju skrzynkowym dźwigarów w postaci belek stalowych. dywanika asfaltowego, kostka betonowa znajduje się na przyczółkach i dojściach do kładki. Do konstrukcji przeprawy podwieszona została magistrala wodociągowa (na północnym, prawym brzegu rzeki zlokalizowany jest zakład uzdatniania wody Na Grobli).